# Tetragoneura bachmanni
Tetragoneura bachmanni är en tvåvingeart som beskrevs av Duret 1976. Tetragoneura bachmanni ingår i släktet Tetragoneura och familjen svampmyggor. Inga underarter finns listade i Catalogue of Life.